# Tverai

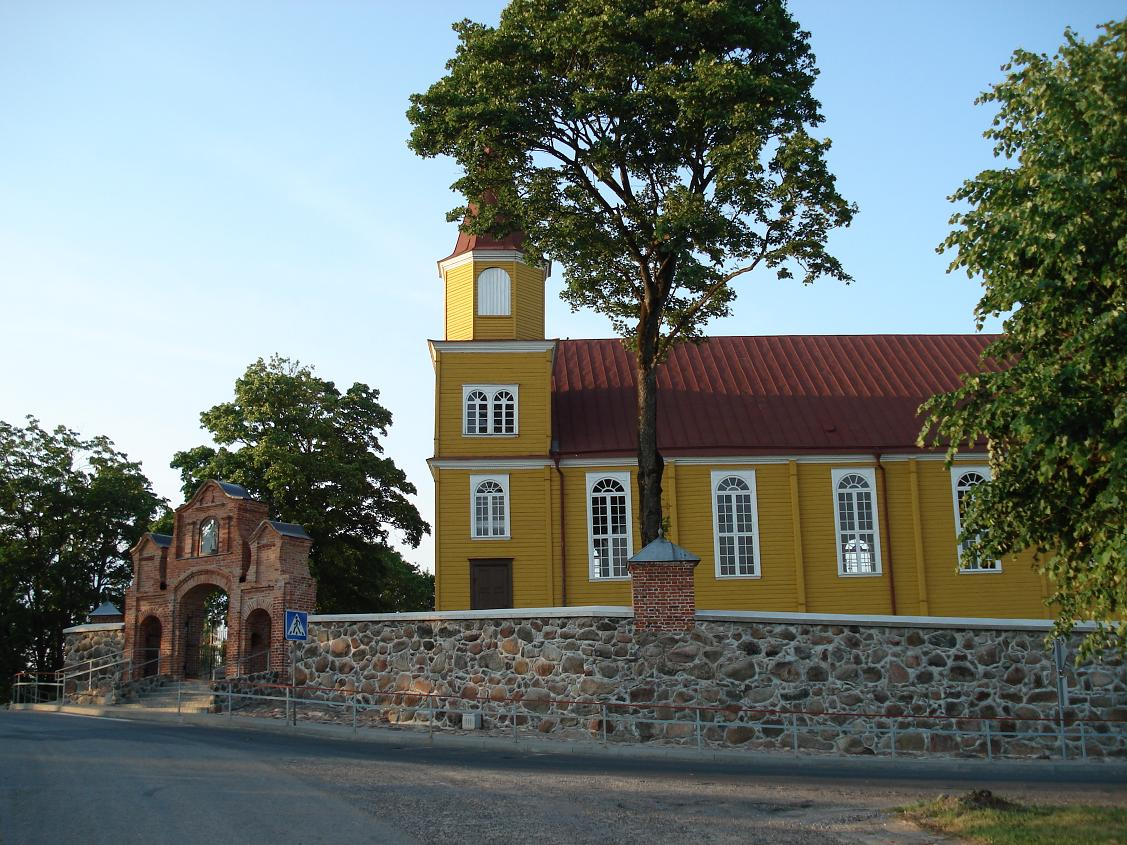
Kostel Zjevení svaté Panenky Marie

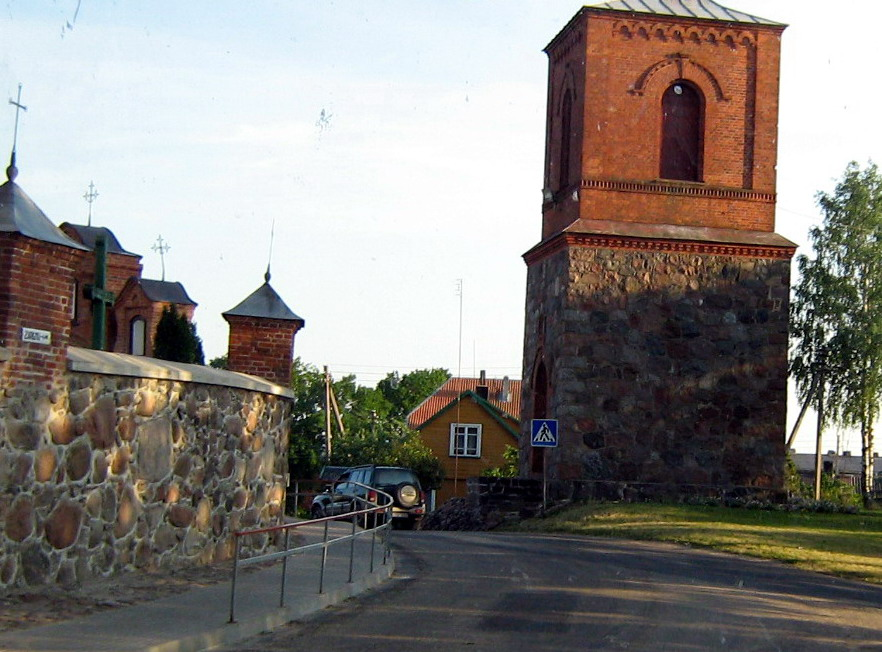
Zvonice kostela Zjevení svaté Panenky Marie

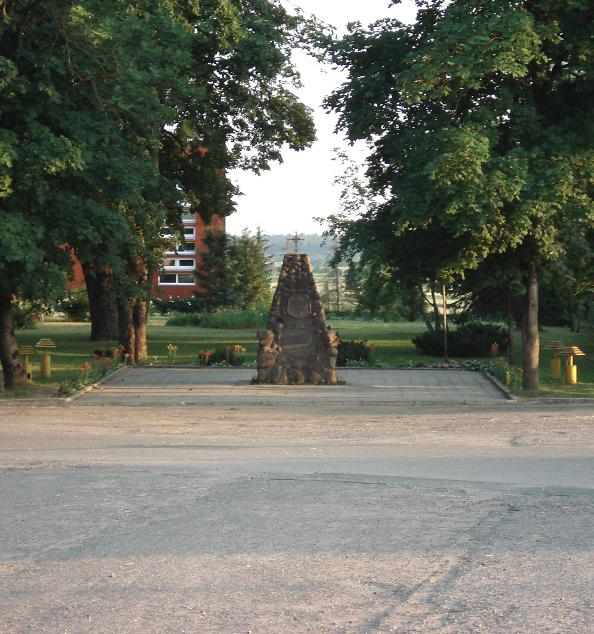
Památník nezávislosti Litvy v Tverech

Tverai je město v západní části Litvy, ve Žmudi, v Telšiaiském kraji, na severním (pravém) břehu Aitry, 17 km na východ od "okresního" města Rietavas a stejně daleko na západ od města Varniai, na křižovatce cest Rieatavas – Varniai a Laukuva – Žarėnai.
Město si zachovalo typický žemaitský styl. Ve městě je kostel Zjevení svaté Panenky Marie (poprvé zmíněn roku 1589, se zvonicí) – jeden z největších dřevěných kostelů v Litvě, dále Památník nezávislosti Litvy (obnoven roku 1989), poliklinika, pošta (PSČ je LT-90015), knihovna, Tverská střední škola, kulturní dům, správa polesí, filiálka významného řetězce podniků, zaměřených na zemědělství v Litvě Lytagra s.r.o., dva obchody, veřejná sociální instituce "Tverų dienos centras", Turistické informační centrum, benzinová čerpací stanice.